# ゆふいん文化・記録映画祭
ゆふいん文化・記録映画祭（ゆふいんぶんか・きろくえいがさい）は、大分県由布市湯布院町で開催される映画祭である。

## 概要
1998年に旧湯布院町で始められた文化映画及び記録映画やドキュメンタリーを対象にする映画祭で、湯布院映画祭、ゆふいんこども映画祭に次ぐ湯布院で3つめの映画祭である。主会場は由布市湯布院公民館（2021年から由布市湯布院地域複合施設、通称ゆふいんラックホール）。
日常的に映画館での鑑賞の機会が少ないドキュメンタリー映画などの上映が行われ、上映後には監督や映画に関係する文化人や知識人を呼んでのゲストトークが行なわれる。かつては毎年5月下旬～6月上旬に3日間の日程で開催され、毎回、十数作品が上映されていた。2018年は11月23日、24日に行われた。2019年は10月25日（前夜祭）・26日・27日に開催。2020年は6月26日・27日・28日に開催。2021年は8月8日・9日に開催。2020年は7月22日・23日・24日に開催される。

## 松川賞
松川賞は、2008年の第11回ゆふいん文化・記録映画祭から創設された。ゆふいん文化・記録映画祭と縁の深かった記録映像作家の故・松川八洲雄監督を偲んで設けた賞で、全国から60分以内のドキュメンタリー映画や記録映画を公募してきた。選考委員には映画関係者だけではなく、筑紫哲也（ジャーナリスト）や、森まゆみ（作家）、池内了（宇宙物理学者）、森達也（ドキュメンタリー作家）など、幅広い文化人や知識人が関わってきた。

### 受賞作
- 第1回[1]
  - 大賞/観客賞：「緑の海平線～台湾少年工の物語」（2006年）
    - 製作・監督：郭亮吟、製作・プロデューサー：藤田修平

  - 「茨の同盟」（2006年）
    - 製作・撮影：吉田和史、石河雅史、土田潤也

  - 「津軽の地蔵さま（ツガルのジンジョさま）」（2007年）
    - 製作：大峠幸雄、脚本：菅野均、撮影：八幡洋一

  - 「色彩の記憶」（2008年）
    - 監督：御法川修

  - 「中村三郎上等兵」（2008年）
    - 演出・撮影・編集：中村のり子／撮影：香取勇進／撮影・録音：田中絵里
- 第2回[2]
  - 準大賞「団旗の下に」（2007年）
    - 製作：藤田修平研究室、監督：大須賀康之、根来知宏

  - 観客賞「にっぽんの記憶 第二話 盆のはなし」（2008年）
    - 製作：テレコムスタッフ、ディレクター：平田潤子、プロデューサー：寺島高幸、大伴直子、撮影：山崎裕

  - 「波の記憶 …舟大工、新城康弘の物語…」（2007年）
    - 監督・制作・撮影・編集：床田和隆

  - 「面打／men-uchi」（2006年）
    - 監督：三宅流

  - 「住民票を返せ!」（2008年）
    - 製作：「選挙権を返せ!」製作実行委員
- 第3回[3]
  - 「お父さんとわたしの海 ～面潜漁に生きる夫婦～」
    - 制作：静岡放送

  - 九州国立博物館映像アーカイブス「大善寺玉垂宮の鬼夜」
    - 製作・著作：福岡県立アジア文化交流センター、制作：RKB映画社

  - 「福祉番長！」
    - 制作：東海テレビ放送

  - 「前事不忘 後事之師 ～731部隊元少年隊員の証言～」
    - 制作：高柳美知子、保田行雄
- 第4回[4]
  - 「ばっちゃん引退～広島・基町 名物保護司 最後の日々～」（2011年）
    - 制作：NHK広島放送局、取材・撮影：伊集院要

  - 「原爆投下を阻止せよ～“ウォール街”エリートたちの暗躍～」（2010年）
    - 制作：NHK広島放送局、制作：松永真一、ディレクター：松丸慶太、撮影：小嶋一行

  - 「Cuba Sentimental」（2010年）
    - 撮影・制作：田沼幸子

  - 「むかし むかし この島で」（2005年）
    - 制作・著作：沖縄テレビ、構成・演出：山里孫存、プロデューサー：船越龍二、語り：平良とみ
- 第5回[5]
  - 「アナ・ボトル -西ティモールの町と村で生きる-」（2012年）
    - ディレクター・制作・撮影・編集：森田良成

  - 「飯舘村 放射能と帰村」（2012年）
    - 監督：土井敏邦
    - 福島第一原発事故を題材とする作品
- 第6回[6]
  - 「ホッパーレース ～ウンカとイネと人間と～」（2013年）
    - 制作：NPO環境テレビトラストジャパン

  - 「桃と小桃とこもも丸」（2013年）
    - 監督・撮影・編集・製作：新部貴弘
- 第7回[7]
  - 「宮戸復興の記録 2011～2013」
    - 構成・演出：飯塚俊男、撮影：重枝昭典

  - 「調律師とピアニスト」（2014年）
    - 監督・撮影・編集：上田謙太郎
- 第8回[8]
  - 「狛犬の棲む里」（2014年）
    - 企画・脚本・撮影・編集・演出・制作：桂俊太郎
- 第9回[9]
  - 「紅」（2016年）
    - 撮影・監督：佐々木麻衣子
    - 東京工芸大学卒業製作作品
- 第10回[10]
  - 「葛根廟事件の証言」（2017年）
    - 撮影・監督：田上龍一